# Picornell (bolet)
El picornell (Cantharellus alborufescens), també conegut per rossinyol d'alzinar, picanell, picorronell i espicatornell, és una espècie de bolet de l'ordre dels cantarel·lals (Cantharellales), del grup dels rossinyols vers.
És un bolet associat als alzinars i carrascars sobre terrenys calcaris.

## Morfologia
Bolet de barret mitjà a gran, de 3-8 cm de diàmetre, més aviat carnós, de superfície blanquinosa en el jove, groc ocràcia en l'adult, mai groc viu ni groc ataronjat; superfície llisa, de vegades lleugerament escamosa en la zona central; marge prim i fràgil.
Revers ornamentat amb venes o cordons bifurcats, inicialment de color blanc a groc ocraci, més tard ocre ataronjat, especialment al frec.
Cama cilíndrica, més prima cap el peu; blanc ocràcia de jove, cada cop més ocràcia en envellir.
Carn blanca, de blanca a rosa o ocre ataronjat sota la cutícula del barret.

## Hàbitat
Comú en alzinars termòfils, gairebé sempre en sòls calcaris; des de la muntanya mitjana a la terra baixa i el litoral; associat a alzina i carrasca, opcionalment a roures i algun cop a castanyer.

## Comestibilitat
Comestible, considerat d'excel·lent qualitat.